# Vila Václava Klementa
Vila Václava Klementa je sídelní vila v Mladé Boleslavi, která byla postavena v roce 1908 v secesním slohu v Husově ulici 237/25 u parku Výstaviště. Šlo o lukrativní lokalitu, v ulici postupně vznikly jedny z nejvýznamnějších souborů historizující a secesní architektury sídelních vil ve městě.

## Historie
Výstavbu vily zadal místní podnikatel a průmyslník Václav Klement, spolumajitel automobilového závodu Laurin & Klement (později Škoda Auto). Vilu zadal ke stavbě poté, co  byla firma roku 1907 přeměněna na akciovou společnost, na čemž Klement značně vydělal. Stavba měla bohatě zdobený interiér. Klementův obchodní partner a celoživotní spolupracovník Václav Laurin si svou vilu nechal postavit na pozemku ve stejné ulici západně od Klementovy vily (č. p. 21), oba domy rozděluje jedna zastavěná parcela.
V roce 1927 vznikl pro potřeby Výstavy severních Čech v prostoru výstaviště zděný Pavilon spořitelen, který  byl po skončení výstavy adaptován na Pavilon umění. Václav Klement s jeho zřízením z důvodu hlučnosti nesouhlasil a nakonec se s vedením města dohodl, že pavilon bude odstraněn a on se svou ženou Antonií postaví na vlastní náklady městský sirotčinec. Pavilon umění byl zbořen v roce 1938.

### Po roce 1945
Po druhé světové válce byla celá vila rozdělena na několik bytových jednotek. Po invazi vojsk Varšavské smlouvy do Československa v srpnu 1968 byla v Mladé Boleslavi z důvodu přítomnosti automobilového závodu umístěna početná vojenská posádka Sovětské armády, která objekt zabrala a ten postupně chátral. Původní secesní štukatura fasády byla, s výjimkou balkonových sloupů, odstraněna. Po roce 1991 přešel objekt do soukromého vlastnictví. 